# Кливленд Кавальерс
«Кливленд Кавальерс» (англ. Cleveland Cavaliers) — профессиональный баскетбольный клуб, выступающий в Национальной баскетбольной ассоциации в Центральном дивизионе Восточной конференции. Команда присоединилась к лиге в 1970 году в результате расширения НБА. Клуб базируется в городе Кливленд (штат Огайо, США) и домашние игры проводит на арене «Квикен Лоэнс-арена».
За 48 сезонов в НБА команда семь раз становилась победителем Центрального дивизиона (1976, 2009, 2010, 2015, 2016, 2017, 2018), пять раз чемпионом Восточной конференции в 2007, 2015, 2016, 2017 и 2018 году, один раз становилась чемпионом НБА в 2016 году и 20 раз выходила в плей-офф. В сезоне 2010/11 команда потерпела 26 поражений подряд, установив антирекорд среди всех главных спортивных лиг США.

## История команды

### 2011—2014
Установив в сезоне 2010-11 второй худший показатель в истории клуба, «Кавальерс» решили использовать имеющийся у них драфт-пик первого раунда будущего драфта, доставшийся от «Лос-Анджелес Клипперс», в сделке по обмену Мо Уильямса на Бэрона Дэвиса. У «Кливленда» были высокие шансы получить ранний выбора в драфт-лотерее, и при вероятности в 22,7 % команда заработала право выбора игрока под первым номером. Этот драфт-пик первоначально принадлежал «Клипперс», в то время как «Кавальерс» получили собственный выбор под четвёртым номером. Руководство команды остановило свой выбор на разыгрывающем Университета Дьюка Кайри Ирвинге, забрав его под первым номером. Под четвёртым номером на драфте ушел тяжелый форвард Тристан Томпсон из Техаса.
«Кливленд» потратил весь следующий сезон, чтобы обустроить коллектив вокруг двух потенциально талантливых игроков, выбранных на драфте. В обмен на тяжелого форварда Джей Джея Хиксона «Кавальерс» получили легкого форварда Омри Касспи, а также защищенный драфт-пик первого раунда следующего драфта от «Сакраменто Кингз». В следующий дэдлайн команда приобрела драфт-пик первого раунда и форварда Люка Уолтона. Сокращенный из-за локаута сезон 2011-12 «Кавальерс» завершили с улучшенными показателями — 21 победа при 45 поражениях. Кайри Ирвинг был назван Лучшим новичком сезона, а также единогласно был выбран в Первую символическую сборную новичков. Тристан Томпсон попал во вторую символическую сборную.
После сокращенного сезона 2011-12 «Кливленд» второй год подряд получил право дважды выбирать игроков в первом раунде драфта. Свой четвёртый драфт-пик «Кавальерс» потратили на атакующего защитника Диона Уэйтерса из Сиракьюза, а 17-й пик, доставшийся перед самым драфтом от «Даллас Маверикс», на центрового Тайлера Зеллера из Северной Каролины. В августе 2012 года «Кливленд» заключает ветеранское минимальное соглашение со свободным агентом Си Джей Майзлом. На протяжении сезона команда изо всех сил боролась за попадание в плей-офф, однако успеха не достигла, и главный тренер Байрон Скотт, добившийся за три сезона работы в клубе показателя 64-166, был уволен. После этого руководством команды назначило главным тренером Майка Брауна, что стало вторым случаем в истории «Кавальерс», когда один и тот же тренер руководит командой второй раз.
В 2013 году у «Кливленда» было несколько ранних драфт-пиков предстоящего выбора новичков. Команда снова получила право первого выбора, также «Кавальерс» владели 19-м пиком, полученным в результате обмена с «Лейкерс». Таким образом, третий год подряд «Кливленд» выбирал новичков среди первых пяти команд. Однако первый выбор удивил многих: под первым номером был задрафтован тяжелый форвард Энтони Беннетт из УНЛВ, что сделало Беннетта первым канадским игроком в истории НБА, выбранным под первым номером на драфте. Под 19-м номером «Кавальерс» взяли свингмэна Сергея Карасева из России.
После драфта «Кливленд» подписывает на двухлетний контракт со свободным агентом Эрлом Кларком, а также четырёхлетнее ветеранское соглашение с защитником Джарретом Джеком. Также с командой заключает контракт на один год дважды чемпион НБА и бывший центровой Матча Всех Звезд Эндрю Байнум. 7 января 2014 года Байнума обменяют вместе с драфт-пиками в «Чикаго Буллз» на дважды участника Матча Всех Звезд, форварда Луола Денга.
6 февраля «Кавальерс» увольняют своего генерального менеджера Криса Гранта. После этого команда объявила, что исполняющим обязанности менеджера будет Вице-президент «Кливленд Кавальерс» по баскетбольным операциям Дэвид Гриффин. 12 мая Гриффин был официально назначен полноценным генеральным менеджером. Также было объявлено, что после одного сезона работы в клубе «Кливленд» покидает главный тренер Майк Браун. «Кавальерс» заканчивают сезон с показателями 33-49, и неожиданно для многих вновь выигрывают право первого выбора на предстоящем драфте НБА 2014 года, тем самым становясь командой, которая в течение последних четырёх лет трижды выбирает первой. На драфте под первым номером был выбран атакующий защитник Эндрю Уиггинс из Университета Канзаса.

### С 2014
10 июля 2014 года Кайри Ирвинг подписал с «Кавальерс» новый пятилетний контракт на сумму 90 млн долларов, действие которого началось летом 2015 года, место главного тренера занял Дэвид Блатт, добившийся больших успехов на международном уровне, но никогда не работавший с командой НБА. 12 июля 2014 года Леброн Джеймс заключил с «Кливленд Кавальерс» двухлетнее соглашение на сумму 42,1 миллиона долларов с правом досрочного расторжения после одного сезона. Тем же летом в команду перешёл из «Миннесоты» Кевин Лав, что позволило говорить о появлении в «Кливленде» нового «Большого трио» (Леброн-Ирвинг-Лав).
Начало сезона 2014/15 для «Кавальерс» вышло неудачным — при пяти победах команда потерпела 7 поражений. Затем с конца ноября по 11 декабря последовала серия из восьми побед подряд. В конце декабре у команды вновь наступил спад. 2 января обследование выявило у Джеймса проблемы с левым коленом и нижней частью спины. Для восстановления был разработан курс процедур, при этом Леброн две недели не принимал участие в матчах регулярного чемпионата.

Пауза в выступлениях пошла на пользу мне, но не «Кавальерс». Команда мучилась на площадке, на что мне было больно смотреть. В то же время мой организм получил столь необходимый ему отдых.

5 января 2015 года в результате трехстороннего обмена в «Кливленд» усилился игроками «Нью-Йорк Никс» Иманом Шампертом и Джей Ар Смитом в обмен на защитника Диона Уэйтерса, который стал игроком «Оклахомы Сити Тандерс». В «Нью-Йорк» перешли Лу Амундсон, Алекс Кирк и пика второго раунда драфта 2019 года, а также Лэнс Томас из «Оклахома Сити». Затем, 1 января 2015 года «Кливленд» заполучил российского центрового Тимофея Мозгова и пик второго раунда драфта-2015 «Денвер Наггетс» в обмен на принадлежащие «Кавальерс» два защищенных пика первого раунда Драфта 2015 года полученные от «Оклахомы» и «Мемфиса». По результатам игр начиная с 15 января «Кливленд» одержал 34 победы при 9 поражениях. Команда впервые за пять лет сумела выйти в плей-офф, закончив чемпионат с 53 победами (29 поражений). По итогам сезона Леброн набирал в среднем за игру 25.3 очка, делал 6 подборов и 7.4 передач. «Кливленд» выиграл центральный дивизион, а также занял второй место в Восточной конференции, пропустив вперед лишь «Атланту Хокс».
В первом раунде матчей на вылет «Кавальерс» уверенно переиграли «Бостон Селтикс» (4-0), но по ходу серии потеряли Кевина Лава, который получил травму плеча. Затем «Кавалеристы» поочередно победили «Чикаго» (4-2), «Атланту» (4-0) и во второй раз в своей истории стали чемпионами Восточной конференции, выйдя в Финал чемпионата НБА. Во время овертайма 1 игры финала против «Голден Стэйт Уорриорз» Кайри Ирвинг усугубил травму левого колена полученную в первом матче финала Восточной конференции плей-офф НБА и не смог продолжить матч. МРТ выявила у Кайри перелом левой коленной чашечки, таким образом Ирвинг пропустил оставшиеся матчи финала, а «Кавальерс» уступили «Уорриорз» в шести матчах. По итогам финальной серии плей-офф ЛеБрон Джеймс стал первым игроком в истории НБА, который стал лидером среди всех выходивших на площадку баскетболистов сразу по очкам, подборам и передачам. Средние показатели Джеймса в финале против «Голден Стэйт» (2-4) — 35,8 очка, 13,3 подбора и 8,8 передачи.
29 июня 2015 года ЛеБрон Джеймс известил руководство клуба о том, что собирается воспользоваться опцией в контракте и стать неограниченно свободным агентом. При этом Джеймс уточнил, что не планирует встречи с другими клубами и намерен заключить новое соглашение с «Кавальерс», но на более выгодных условиях.
20 июня 2016 года «Кавальерс» впервые в своей истории стали чемпионами НБА, выиграв у «Голден Стэйт Уорриорз» со счётом 4-3. При этом команда из Кливленда вошла в историю Национальной баскетбольной ассоциации как первая команда, которая смогла стать чемпионом, проигрывая в финале со счетом 1-3.

## Статистика

### Последние сезоны
В = Выигрыши, П = Проигрыши, П% = Процент выигранных матчей
| Сезон    | В    | П    | П%   | Плей-офф | Результаты                                                                                   |
| -------- | ---- | ---- | ---- | --- | -------------------------------------------------------------------------------------------- |
| 2011/12  | 21   | 45   | 31,8 | - | -                                                                                            |
| 2012/13  | 24   | 58   | 29,3 | - | -                                                                                            |
| 2013/14  | 33   | 49   | 40,2 | - | -                                                                                            |
| 2014/15  | 53   | 29   | 64,6 | Выиграли в первом раунде Выиграли в полуфинале конференции Выиграли в финале конференции Проиграли в финале | Кливленд 4, Бостон 0 Кливленд 4, Чикаго 2 Кливленд 4, Атланта 0 Голден Стейт 4, Кливленд 2   |
| 2015/16  | 57   | 25   | 69,5 | Выиграли в первом раунде Выиграли в полуфинале конференции Выиграли в финале конференции Выиграли в финале  | Кливленд 4, Детройт 0 Кливленд 4, Атланта 0 Кливленд 4, Торонто 2 Кливленд 4, Голден Стейт 3 |
| 2016/17  | 51   | 31   | 62,2 | Выиграли в первом раунде Выиграли в полуфинале конференции Выиграли в финале конференции Проиграли в финале | Кливленд 4, Индиана 0 Кливленд 4, Торонто 0 Кливленд 4, Бостон 1 Голден Стейт 4, Кливленд 1  |
| 2017/18  | 50   | 32   | 61   | Выиграли в первом раунде Выиграли в полуфинале конференции Выиграли в финале конференции Проиграли в финале | Кливленд 4, Индиана 3 Кливленд 4, Торонто 0 Кливленд 4, Бостон 3 Голден Стейт 4, Кливленд 0  |
| 2018/19  | 19   | 63   | 23   | - | -                                                                                            |
| 2019/20  | 19   | 46   | 29   | - | -                                                                                            |
| 2020/21  | 22   | 50   | 30,6 | - | -                                                                                            |
| 2021/22  | 44   | 38   | 53,7 | - | -                                                                                            |
| 2022/23  | 51   | 31   | 62,2 | Проиграли в первом раунде                                                                                   | Нью-Йорк Никс 4, Кливленд 1                                                                  |
| 2023/24  | 48   | 34   | 58,5 | Выиграли в первом раунде Проиграли во втором раунде                                                         | Кливленд 4, Орландо Мэджик 3 Бостон Селтикс 4, Кливленд 1                                    |
| 2024/25  | 64   | 18   | 78   | Выиграли в первом раунде                                                                                    | Кливленд 4, Майами Хит 0                                                                     |
| Всего    | 2096 | 2339 | 47,3 | |                                                                                              |
| Плей-офф | 131  | 115  | 53,3 | |                                                                                              |

## Игроки

### Новаторские игроки[источникне указан 526 дней]
- Лэнс Оллред — 2007—2008 (первый глухой игрок в истории НБА)

### ЧленыЗала славы баскетбола
- Нейт Термонд — игрок 1985 (бывший игрок 1975—1977)
- Уолт Фрейзер — игрок 1987 (бывший игрок 1977—1980)
- Ленни Уилкенс — игрок 1989 и тренер 1998 (бывший игрок (1972—1974) и тренер (1986—1993)
- Чак Дэйли — тренер 1994 (бывший тренер 1981—1982)
- Уэйн Эмбри Contributor 1999 (бывший президент команды и генеральный менеджер (1986—1999), а также первый афро-американец, работавший на этой должности в НБА)
- Джо Тэйт — 2010 победитель Hall of Fame’s Curt Gowdy Media Award (бывший комментатор 1970—1980, 1982—2011)

### Закрепленные номера
- 7 — Бинго Смит, Ф, 1970—1979
- 11 — Жидрунас Илгаускас, Ц, 1997—2010
- 22 — Ларри Нэнс, Ф, 1988—1994
- 25 — Марк Прайс, З, 1986—1995
- 34 — Остин Карр, З, 1971—1980
- 42 — Нейт Термонд, Ц, 1975—1977
- 43 — Брэд Догерти, Ц, 1986—1994

### Текущий состав
| \| Поз. \| № \| Гражд. \| Имя \| Рост \| Вес \| Откуда \| \| ---- \| -- \| ------------- \| --------------- \| ------ \| ------ \| ----------------- \| \| З/Ф \| 1 \| ! \| Макс Струс \| 196 см \| 98 кг \| Де Поль \| \| З \| 2 \| ! \| Тай Джером \| 196 см \| 88 кг \| Виргиния \| \| З/Ф \| 3 \| ! \| Карис Леверт \| 198 см \| 93 кг \| Мичиган \| \| Ф/Ц \| 4 \| ! \| Эван Мобли \| 211 см \| 98 кг \| УСК \| \| З \| 5 \| ! \| Сэм Меррилл \| 193 см \| 93 кг \| Юта Стэйт \| \| З \| 9 \| ! \| Крейг Портер \| 188 см \| 84 кг \| Уичита Стэйт \| \| З \| 10 \| ! \| Дариус Гарленд \| 185 см \| 87 кг \| Вандербильт \| \| Ф/Ц \| 13 \| Канада ! \| Тристан Томпсон \| 206 см \| 115 кг \| Техас \| \| Ф \| 15 \| Южный Судан ! \| Джей Ти Тор \| 206 см \| 92 кг \| Оберн \| \| Ф \| 20 \| ! \| Джорджес Нианг \| 201 см \| 104 кг \| Айова Стэйт \| \| Ф \| 21 \| ! \| Имони Бейтс \| 206 см \| 86 кг \| Восточный Мичиган \| \| З/Ф \| 24 \| ! \| Джейлон Тайсон \| 201 см \| 98 кг \| Калифорния \| \| Ц \| 31 \| ! \| Джарретт Аллен \| 206 см \| 110 кг \| Техас \| \| Ф/Ц \| 32 \| ! \| Дин Уэйд \| 206 см \| 103 кг \| Канзас Стэйт \| \| З/Ф \| 33 \| Австралия ! \| Люк Траверс \| 201 см \| 94 кг \| Австралия \| \| З/Ф \| 35 \| ! \| Айзек Окоро \| 196 см \| 102 кг \| Оберн \| \| З \| 45 \| ! \| Донован Митчелл \| 191 см \| 98 кг \| Луисвилл \| | Главный тренер - Кенни Аткинсон Ассистенты тренера - Джонни Брайант - Демарре Кэрролл - Омар Кук - Майк Гэррити - Тревор Хэндри - Джордан Отт - Нэйт Рейнкинг - Брайан Тибальди Состав • Переходы Последнее изменение: 6 декабря 2024 года |               |                 |        |        |                   |
| Поз. | № | Гражд.        | Имя             | Рост   | Вес    | Откуда            |
| З/Ф | 1 | !             | Макс Струс      | 196 см | 98 кг  | Де Поль           |
| З | 2 | !             | Тай Джером      | 196 см | 88 кг  | Виргиния          |
| З/Ф | 3 | !             | Карис Леверт    | 198 см | 93 кг  | Мичиган           |
| Ф/Ц | 4 | !             | Эван Мобли      | 211 см | 98 кг  | УСК               |
| З | 5 | !             | Сэм Меррилл     | 193 см | 93 кг  | Юта Стэйт         |
| З | 9 | !             | Крейг Портер    | 188 см | 84 кг  | Уичита Стэйт      |
| З | 10 | !             | Дариус Гарленд  | 185 см | 87 кг  | Вандербильт       |
| Ф/Ц | 13 | Канада !      | Тристан Томпсон | 206 см | 115 кг | Техас             |
| Ф | 15 | Южный Судан ! | Джей Ти Тор     | 206 см | 92 кг  | Оберн             |
| Ф | 20 | !             | Джорджес Нианг  | 201 см | 104 кг | Айова Стэйт       |
| Ф | 21 | !             | Имони Бейтс     | 206 см | 86 кг  | Восточный Мичиган |
| З/Ф | 24 | !             | Джейлон Тайсон  | 201 см | 98 кг  | Калифорния        |
| Ц | 31 | !             | Джарретт Аллен  | 206 см | 110 кг | Техас             |
| Ф/Ц | 32 | !             | Дин Уэйд        | 206 см | 103 кг | Канзас Стэйт      |
| З/Ф | 33 | Австралия !   | Люк Траверс     | 201 см | 94 кг  | Австралия         |
| З/Ф | 35 | !             | Айзек Окоро     | 196 см | 102 кг | Оберн             |
| З | 45 | !             | Донован Митчелл | 191 см | 98 кг  | Луисвилл          |